# San Román Chiquito
San Román Chiquito är en ort i Mexiko.   Den ligger i kommunen Cazones de Herrera och delstaten Veracruz, i den sydöstra delen av landet, 240 km nordost om huvudstaden Mexico City. San Román Chiquito ligger 29 meter över havet och antalet invånare är 344.
Terrängen runt San Román Chiquito är platt. Runt San Román Chiquito är det ganska tätbefolkat, med 65 invånare per kvadratkilometer. Närmaste större samhälle är Cazones de Herrera, 9,8 km söder om San Román Chiquito. Trakten runt San Román Chiquito består till största delen av jordbruksmark.